# Жетес-бійський сільський округ
Жете́с-бі́йський сільський округ (каз. Жетес би ауылдық округі, рос. Жетес-бийский сельский округ) — адміністративна одиниця у складі Аральського району Кизилординської області Казахстану. Адміністративний центр — село Раїм.
Населення — 619 осіб (2021; 541 у 2009, 525 у 1999, 481 у 1989).
Станом на 1989 рік існувала Раїмська сільська рада (села Єскіура, Кзил-Жар, Косжар, Раїм). Пізніше села Єскіура та Раїм утворили окремий Жетес-бійський сільський округ. 2018 року було ліквідовано село Водокачка.

## Склад
До складу округу входять такі населені пункти:
| Населений пункт   | Населення, осіб (1989) | Населення, осіб (1999) | Населення, осіб (2009) | Населення, осіб (2021) |
| ----------------- | ---------------------- | ---------------------- | ---------------------- | ---------------------- |
| Єскіура, село     | 134                    | 157                    | 166                    | 244                    |
| Раїм, село        | 347                    | 292                    | 306                    | 375                    |
| --Водокачка, село | -                      | 76                     | 69                     | -                      |